# Vedetta Alta
La Vedetta Alta (2.627 m s.l.m. - Hochwart in tedesco) è una montagna delle Alpi della Val di Non nelle Alpi Retiche meridionali. Fa parte della Catena delle Maddalene. Si trova in Trentino-Alto Adige al confine tra le provincie di Trento e di Bolzano, esattamente tra la valle di Non e la val d'Ultimo.
È la vetta più alta della sottovalle che sale a ovest di Proves. 

## Morfologia
Anche Vedetta Alta, come tutta la catena delle Maddalene, è principalmente composta da sfasciume di rocce e antiche frane attualmente ricoperte d'erba.
Dalla cima, che svetta tra l'arco di monti inferiori, si può osservare la tipica conformazione del gruppo montuoso. Attorno si possono riconoscere in senso antiorario, da nord-est: Monte Cornicolo, Monte Cornicoletto, Cima Belmonte, Monte Korb e il Monte Ometto le cui pendici raggiungono proprio il paese di Proves.

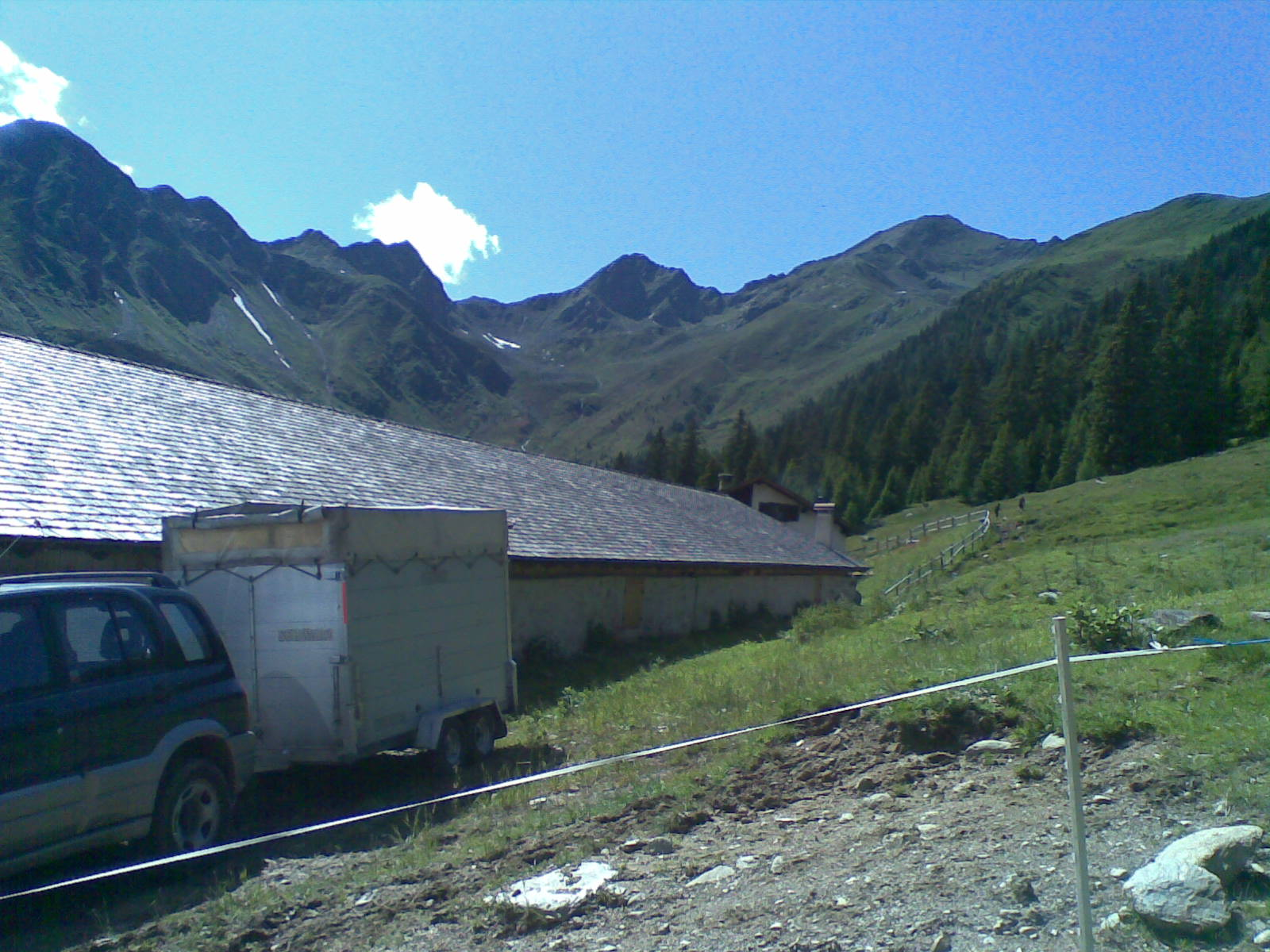
Vedetta Alta, al centro, la più alta, vista dalla malga di Revò. Dietro tutte le cime della valle

## Salita alla vetta
È una meta frequentata da molti turisti di tutte le abilità. Generalmente si parte dal parcheggio prima delle gallerie di Proves e si passa per la Malga di Cloz, Malghetto di Cloz, per i ruderi della Malga Belmonte, si sale sulla cima del Monte Cornicoletto, del Monte Cornicolo, di Cima Belmonte, del Monte Korb per raggiungere infine la cima di Vedetta Alta. Scendendo per il centro della valle si conclude il giro ad anello passando per Malga Kessel e Malga di Revó. È comunque adatto a dei buoni escursionisti perché bisogna affrontare un dislivello di quasi 900 metri.